# Вимморскі
Вимморскі (ест. Võmmorski) — село в Естонії, входить до складу волості Меремяе, повіту Вирумаа.